# Arthur Chichester, 3. Baronet
Sir Arthur Chichester, 3. Baronet (* um 1662; † 3. Februar 1718) war ein britischer Adliger und Politiker.

## Herkunft
Arthur Chichester entstammte einem Zweig der Familie Chichester, einer alten Familie der Gentry aus Devon. Er war der zweite Sohn von Sir John Chichester, 1. Baronet und von dessen zweiten Frau Mary Colley. Nach dem Tod seines Vaters 1667 und dem frühen, kinderlosen Tod seines älteren Bruders Sir John Chichester, 2. Baronet im September 1680 erbte er den Titel Baronet, of Raleigh in the County of Devon, und die Besitzungen seines Vaters. 

## Politische Tätigkeit
Chichester wurde 1684 Freeman von Barnstaple. Bei der Unterhauswahl 1685 kandidierte er erfolgreich in Barnstaple, doch während der Regierung von König Jakob II. war er im House of Commons kaum aktiv. 1686 bewarb er sich erfolglos um das Amt des Recorders von Barnstaple. Trotz dieser Niederlage wurde er 1689 zum Friedensrichter ernannt, und nach der Glorious Revolution wurde er bei der Unterhauswahl Anfang 1689 erneut als Abgeordneter für Barnstaple gewählt. Ob er als Tory im sogenannten Convention Parliament der Thronfolge von Wilhelm III. und von dessen Frau Maria zugestimmt hat, ist ungeklärt. Er war danach offenbar nicht weiter aktiv im Parlament tätig, gehörte keinem Ausschuss an und hielt auch keine überlieferten Reden, stattdessen wurde ihm am 19. März 1689 erlaubt, sich auf seinen Landsitz zurückzuziehen. Bei den folgenden Wahlen kandidierte er vermutlich nicht mehr. Er verkaufte 1690 den alten Familiensitz Raleigh bei Barnstaple und zog stattdessen nach Youlston Park, einem etwa fünf Kilometer von Barnstaple entfernt gelegenen Herrenhaus, wo er größere An- und Umbauten vornehmen ließ und vermutlich auch mit der Anlage des Parks begann. Als Gegner der Regierung wurde er 1696 als Friedensrichter abgelöst. 1700 wurde er jedoch wieder zum Friedensrichter und 1703 zum Deputy Lieutenant für Devon ernannt. Nachdem 1710 die Whig-Regierung gestürzt worden war, kandidierte Chichester bei der Unterhauswahl 1713 wieder erfolgreich als Kandidat der Tories für Barnstaple. Bei der Unterhauswahl 1715 wurde er wiedergewählt. Da inzwischen jedoch die Whigs unter Robert Walpole die Regierung stellten, hatte er nur geringe politische Bedeutung. An der Abstimmung über die Verlängerung des Abstands zwischen zwei Unterhauswahlen von drei auf sieben Jahre 1716 nahm er nicht teil.

## Familie und Nachkommen
Chichester hatte am 15. April 1684 Elizabeth Drewe, eine Tochter von Thomas Drewe aus Broadhembury Grange geheiratet. Seine Frau wurde eine Teilerbin ihres Vaters. Mit ihr hatte er vier Söhne und sechs Töchter, darunter:
- Sir John Chichester, 4. Baronet (1689–1770)
- Ann Chichester ⚭ Francis VI Fulford (1704–1749)

Er wurde in Pilton bei Barnstaple beigesetzt, sein Erbe wurde sein ältester Sohn Sir John Chichester.